# مک‌کولوچ جی۲
مک‌کولوچ جی۲ (به انگلیسی: McCulloch J-2) یک هواچرخ ساخته شده توسط شرکت مک‌کولوچ بود. این هواچرخ در دهه ۶۰ میلادی ساخته شد و ۸۳ فروند از آن برای مصارف غیرنظامی فروخته شد. این محصول یک موتور چهارسیلندر لیکومینگ ۳۶۰ داشت.

## مشخصات جی۲
داده‌ها از 
ویژگی‌های عمومی
- خدمه: one pilot
- ظرفیت: one passenger
- طول: ۱۵ فوت ۹ اینچ (۴٫۸ متر)
- وزن خالی: ۱٬۱۰۹ پوند (۵۰۳ کیلوگرم)
- بیشترین وزن برخاست: ۱٬۵۹۸ پوند (۷۲۵ کیلوگرم)
- پیشرانه: ۱ عدد 4-cyl. horizontally opposed Lycoming O-360-A2D, ۱۸۰ اسب بخار (۱۳۰ کیلووات)
- قطر روتور اصلی:  ۲۵ فوت ۱۱ اینچ (۷٫۹ متر)
- مساحت روتور اصلی: ۵۳۰ فوت مربع (۴۹ متر مربع)

عملکرد
- حداکثر سرعت: ۱۰۶ مایل بر ساعت (۱۷۱ کیلومتر بر ساعت، ۹۲ گره)
- بُرد: ۲۰۰ مایل (۳۲۰ کیلومتر، ۱۷۰ مایل دریایی)
- حداکثر ارتفاع: ۸٬۰۱۰ فوت (۲٬۴۴۰ متر)
- نرخ صعود: ۶۹۰ فوت بر دقیقه (۳٫۵ متر بر ثانیه)